# せせらぎモール
せせらぎモールは、大阪府池田市にある遊歩道である。池田せせらぎモールともいう。

## 概要
阪急電鉄宝塚本線の池田駅の南側に位置する。市道阪急南線の一部に当たり、全長はおよそ 120 メートルである。市街化が進んだ区域に、水資源の有効活用を図ることの他に、より良好な水辺環境を取り戻すことを目的として、池田市下水処理場で高度処理された水の一部が、修景用水として送水されている。遊歩道のほぼ中央に、深さおよそ 30 - 60 センチメートル、幅およそ 1 - 2 メートルほどの水路がつくられており、水深は、およそ 5 - 10 センチメートルである。水路の最上流部には、石組みが設置され、滝のようになっている。
遊歩道の中心付近には、池田市の市章を象ったモニュメントが設けられている。噴水の周囲には、季節の花が植えられている。北側にある駅舎の2階と南側にあるサンシティ池田の2階とは、遊歩道の上を通過する形で設けられたペデストリアンデッキによって接続されている。
南へ徒歩でおよそ5分ほど行ったところには、安藤百福発明記念館 大阪池田がある。北東へ徒歩でおよそ2分ほど行ったところには、池田市役所がある。北へ徒歩でおよそ15分ほど行ったところには、池田市立五月山動物園がある。

## 由来
1983年（昭和58年）に池田せせらぎモール事業が始動し、送水管の布設工事が開始される。1987年（昭和62年）3月に建設工事が完成され、同年4月に送水が開始された。1988年（昭和63年）、せせらぎモールを含む池田駅周辺整備に対して、第8回大阪都市景観建築賞（大阪まちなみ賞）の大阪府知事賞が授与される。
1992年（平成4年）、建設大臣による第1回「いきいき下水道賞」（現在の「循環のみち下水道賞」）を地域環境創設部門で受賞する。2019年（令和元年）、日清食品のチキンラーメンのキャラクター、ひよこちゃんがデザインされたマンホールの蓋が設置された。